# Pterostichus honestus
Pterostichus honestus är en skalbaggsart som beskrevs av Thomas Say 1823. Pterostichus honestus ingår i släktet Pterostichus och familjen jordlöpare. Inga underarter finns listade i Catalogue of Life.